# Калакуцкий, Михаил Иванович
Михаил Иванович Калакуцкий (род. 30 мая 1946) — советский и российский журналист.

## Биография
Михаил Калакуцкий родился 30 мая 1946 года.
Работал в Гостелерадио СССР.
Трудился в электростальской районной газете «Ленинское знамя». В 1986—1991 годах был главным редактором районной газеты «Знамя Ленина» (сейчас «Павлово-Посадские известия»). Публиковался в журнале «Журналист».
В 1974 году вступил в Союз журналистов СССР.
В 1992—2001 годах был заместителем председателя Союза журналистов Московской области. Благодаря Калакуцкому была создана основа организации: он привлёк в неё многих подмосковных журналистов, внедрил ряд новшеств в деятельность профессионального сообщества: в частности, ввёл практику поездок районных журналистских делегаций по редакциям городских и районных изданий для общения и обмена опытом. Занимал пост президента ассоциации «Провинциальная пресса».
В последние годы до выхода на пенсию был главным редактором электронного «Агентства новостей Подмосковья», которое объединяло свыше пятидесяти городских и районных газет Московской области.
Участвует в жизни подмосковного журналистского сообщества. В частности, в 2014 году выступал на праздновании 95-летия газеты «Павлово-Посадские известия», которую ранее возглавлял, в 2020 году участвовал в открытии в Электростали мемориальной доски, посвящённой погибшим на Великой Отечественной войне сотрудникам местной районной газеты.
В 2021 году Союз журналистов Московской области издал книгу стихов Михаила Калакуцкого «Я хочу настроить парус» в серии «Библиотека Союза журналистов Подмосковья».
Заслуженный работник культуры России (1996).